# Alioune Kébé
Alioune Badara Kébé (Pikine, 24 novembre 1984) è un ex calciatore senegalese, attaccante.

## Carriera

### Club
Dopo aver giocato per il Laval e per l'Entente Sannois Saint-Gratien, Kébé passò al Le Mans. Fu successivamente in forza al Tours. Vestì poi la maglia dei belgi dell'Excelsior Mouscron.
In seguito, tornò in Francia per militare nelle file del Gueugnon. Dopo un'esperienza al Paris FC, emigrò in Danimarca per giocare nell'Horsens. Nel 2012 venne ingaggiato dall'Hobro.